# Carinaulus pseudozhanglaensis
Carinaulus pseudozhanglaensis är en skalbaggsart som beskrevs av Cervenka 2003. Carinaulus pseudozhanglaensis ingår i släktet Carinaulus och familjen Aphodiidae. Inga underarter finns listade.